# Раві Кумар Дахія
Раві Кумар Дахія (англ. Ravi Kumar Dahiya; нар. 12 грудня 1997, село Нахрі, округ Соніпат, штат Хар'яна) — індійський борець вільного стилю, бронзовий призер чемпіонату світу, дворазовий чемпіон Азії, срібний призер Олімпійських ігор.

## Життєпис
Народився у штаті Хар'яна, який дав Індії багато борців високого класу, тому для нього було природно зайнятися боротьбою в дуже молодому віці. У віці 10 років переїхав до Нью-Делі, де йому виділили кімнату на стадіоні Чатрасал, де до нього мешкав його земляк, виходець з округа Соніпат Йогешвар Дутт, дворазовий чемпіон Азії та бронзовий призер літніх Олімпійських ігор 2012 року. Тренувався там у Сатпала Сінгха. Батько Раві Кумара Дахії був бідним фермером, що не мав своєї землі, а працював на орендованих рисових полях. Але протягом десятиліття він їздив зі свого села на стадіон Чхатрасал, щоб доставити своєму сину молоко та фрукти, що є важливою частиною раціону борця. У 2013 році Раві Кумар Дахія став срібним призером чемпіонату Азії серед кадетів. У 2015 році став чемпіоном Азії та здобув срібну медаль чемпіонату Європи світу юніорів. У 2018 році став срібним призером чемпіонату світу серед молоді.
У 2019 році дебютував на дорослому чемпіонаті світу, де відразу став бронзовим призером, що дало йому право виступити на літніх Олімпійських іграх 2020 року в Токіо. Наступного року став чемпіоном Азії серед дорослих, а ще через рік повторив цей успіх.
На початку 2020 року він поїхав до Росії тренуватися у тренера Мурада Гайдарова. 
На літніх Олімпійських іграх 2020 року в Токіо на шляху до фіналу переміг Оскара Тігрероса з Колумбії (13:2), Георгі Вангелова з Болгарії (14:4) та Нуріслама Санаєва з Казахстану (туше). У вирішальному поєдинку зустрівся з Зауром Угуєвим з Росії і поступився з рахунком 4:7, отримавши срібну нагороду.
Раві Кумар Дахія при зрості 5 дюймів 7 футів був найвищим борцем у ваговій категорії до 57 кг на чемпіонаті світу 2019 року, що вкупі з фізичною силою, хорошою витривалістю і швидкістю та психологічною стійкістю дає йому очевидну перевагу над своїми супротивниками.

## Спортивні результати на міжнародних змаганнях

### Виступи на Олімпіадах
| Змагання                    | Збірна | Вагова категорія          | Місце  |
| --------------------------- | ------ | ------------------------- | ------ |
| Літні Олімпійські ігри 2020 | Індія  | вільна боротьба, до 57 кг | Срібло |

### Виступи на Чемпіонатах світу
| Змагання                        | Збірна | Вагова категорія          | Місце  |
| ------------------------------- | ------ | ------------------------- | ------ |
| Чемпіонат світу з боротьби 2019 | Індія  | вільна боротьба, до 57 кг | Бронза |

### Виступи на Чемпіонатах Азії
| Змагання                       | Збірна | Вагова категорія          | Місце  |
| ------------------------------ | ------ | ------------------------- | ------ |
| Чемпіонат Азії з боротьби 2019 | Індія  | вільна боротьба, до 57 кг | 5      |
| Чемпіонат Азії з боротьби 2020 | Індія  | вільна боротьба, до 57 кг | Золото |
| Чемпіонат Азії з боротьби 2021 | Індія  | вільна боротьба, до 57 кг | Золото |

### Виступи на Кубках світу
| Змагання                    | Збірна | Вагова категорія          | Місце |
| --------------------------- | ------ | ------------------------- | ----- |
| Кубок світу з боротьби 2020 | Індія  | вільна боротьба, до 57 кг | 18    |

### Виступи на інших змаганнях
| Змагання                                 | Збірна | Вагова категорія          | Місце  |
| ---------------------------------------- | ------ | ------------------------- | ------ |
| Клубний чемпіонат світу з боротьби 2018  | Індія  | команда                   | 7      |
| Pro Wrestling League 2019                | Індія  | команда                   | Золото |
| Турнір Дана Колова — Николи Петрова 2019 | Індія  | вільна боротьба, до 61 кг | 12     |
| Турнір Олександра Медведя 2019           | Індія  | вільна боротьба, до 57 кг | Бронза |
| Турнір Маттео Пелліцоне 2020             | Індія  | вільна боротьба, до 61 кг | Золото |
| Меморіал Вацлава Циолковського 2021      | Індія  | вільна боротьба, до 61 кг | Срібло |

### Виступи на змаганнях молодших вікових груп
| Змагання                                      | Збірна | Вагова категорія          | Місце  |
| --------------------------------------------- | ------ | ------------------------- | ------ |
| Чемпіонат Азії з боротьби серед кадетів 2013  | Індія  | вільна боротьба, до 54 кг | Срібло |
| Чемпіонат світу з боротьби серед кадетів 2013 | Індія  | вільна боротьба, до 54 кг | 8      |
| Чемпіонат світу з боротьби серед кадетів 2014 | Індія  | вільна боротьба, до 54 кг | 17     |
| Чемпіонат Азії з боротьби серед юніорів 2015  | Індія  | вільна боротьба, до 55 кг | Золото |
| Чемпіонат світу з боротьби серед юніорів 2015 | Індія  | вільна боротьба, до 55 кг | Срібло |
| Чемпіонат світу з боротьби серед юніорів 2016 | Індія  | вільна боротьба, до 55 кг | 13     |
| Чемпіонат Азії з боротьби серед юніорів 2017  | Індія  | вільна боротьба, до 55 кг | 9      |
| Чемпіонат світу з боротьби серед молоді 2018  | Індія  | вільна боротьба, до 57 кг | Срібло |